# Palais royal de Milan
 (avril 2012).
Si vous disposez d'ouvrages ou d'articles de référence ou si vous connaissez des sites web de qualité traitant du thème abordé ici, merci de compléter l'article en donnant les références utiles à sa vérifiabilité et en les liant à la section « Notes et références ».
Le palais royal de Milan (en italien, Palazzo Reale di Milano) est un palais du centre de Milan, situé face au Duomo. Palais milanais des Habsbourg avant d'être celui d'Eugène de Beauharnais puis de servir de siège à la vice-royauté de Lombardie-Vénétie et enfin de résidence royale à la maison de Savoie, le palais accueille aujourd'hui un centre d'exposition.
Composé à l'origine de deux cours successives, le palais est partiellement démoli afin de faire place au Duomo. Sa façade principale, qui conserve le souvenir de l'ancienne cour, se développe donc en retrait par rapport à la Piazza del Duomo, l'espace ainsi dégagé sur la droite de la cathédrale est désigné par le nom de « place royale » (Piazza Reale).

## La construction du palais

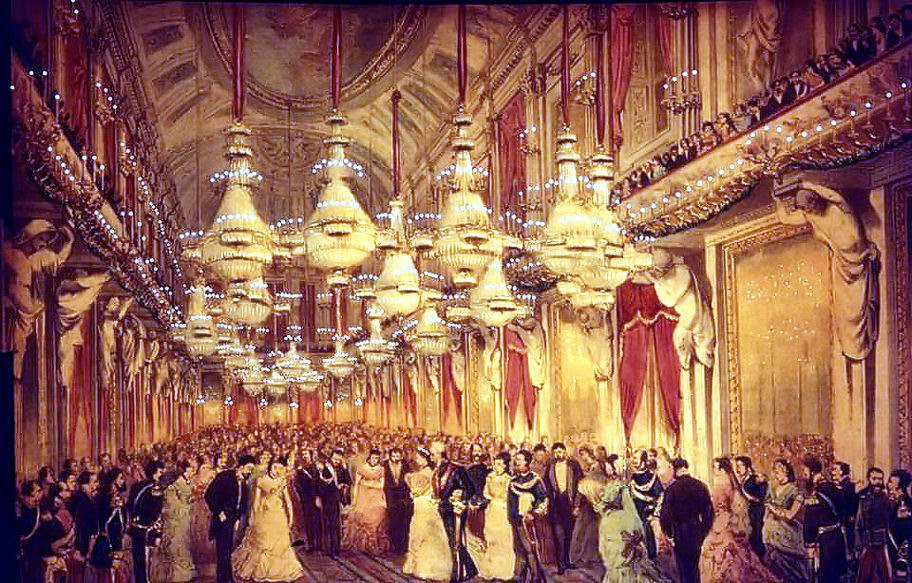
Bal de cour au palais royal donné à l'occasion de la visite de l'Empereur Guillaume Ier d'Allemagne en 1875

Le palais a connu plusieurs phases de construction. 

### Campagne de travaux de Joseph II
En 1769, l'Empereur Joseph II confie la reconstruction du palais dans le style néoclassique à l'architecte Luigi Vanvitelli. Les travaux de reconstruction, menés à bien par son élève, l'architecte Giuseppe Piermarini, débutèrent en 1773 avec la destruction de l'ancienne aile ouest qui laissa place à une nouvelle façade donnant sur la Piazza Reale. En 1776, un théâtre est ajouté au complexe palatin dont les travaux se terminent en 1778. Les salons sont décorés par la célèbre famille Maggiolini.

### Campagne d'Eugène de Beauharnais
Après la conquête napoléonienne, Milan devient le siège du royaume d'Italie et le palais devient la résidence du vice-roi Eugène de Beauharnais qui engage d'importantes rénovations sous la conduite du peintre Andrea Appiani auquel on doit l'ajout de grande fresques hagiographiques célébrant un Napoléon-Libérateur.
Un des principaux salons du palais la Sala delle Cariatidi (« Salle des Cariatides »), décoré en partie par Carlo Calani, occupait le site de l'ancien théâtre détruit en 1776. Cette salle servait de grand salon de réception au palais comme le montre la gravure. Malheureusement, elle fut détruite par un incendie à la suite des bombardements de 1943 et sa restauration reste à ce jour inachevée.